# 匿名偵探 (第二季)
匿名偵探（日语：とくめいたんてい）是2012年10月12日起於朝日電視台 播出的電視劇，由高橋克典、片瀬那奈、三浦理恵子、柴俊夫等人主演。描述一名匿名私家偵探解決各式懸疑案件的過程與故事。

## 演員列表

### 主要人物
| 演員       | 角色       | 介紹 |
| 高橋克典   | 匿名偵探   | 姓名、年齡、過去一概不祥的神秘私家偵探，常常會對美女的眼淚毫無抵抗力，因此一次又一次地接受美女委託人的查案要求。       |
| 片瀨那奈   | 冴島響子   | 知名律師。 |
| 三浦理惠子 | 新垣真由美 | 匿名偵探的房東，常常來收房租。然而匿名偵探常常無法付出，所以會要求匿名偵探與自己前往汽車旅館，改以自己喜歡的SM來抵債。 |

## 其他角色

### 第一集
| 演員 | 角色 | 介紹 |

## 播出日程
| 1 |
|   |

## 備註與參考資料

## 外部連結
- 官方網站（页面存档备份，存于）（日語）
- 官方網站 （日語）